# K. A. Janßen
Kurt A. Janßen (* 1937 in Goch) ist ein deutscher Künstler.

## Leben
K. A. Janßen studierte von 1955 bis 1959 mit den Schwerpunkten Freie Graphik und Buchgestaltung bei Joseph Fassbender und Gerhard Kadow an der Werkkunstschule Krefeld (der heutigen Hochschule Niederrhein). Bis 1970 arbeitete er als Grafiker in Leverkusen, Köln und Krefeld, danach war er in Duisburg und Krefeld als Kunsterzieher tätig. Studienreisen führten ihn nach Italien, Frankreich und Spanien. Er ist seit 1981 Vorsitzender der Gemeinschaft Krefelder Künstler. 1997 erhielt er den „Ferdinand Langenberg Kulturpreis“ der Stadt Goch.
Er führte zahlreiche Performances durch, bei denen er Text und Bild mit „vernehmbarer Sprache, Rede und zeichenhafter Bewegung“ verband. Seine Werke befinden sich zum Beispiel im Museum Goch (Scherenschnittzyklus „Niederrheinischer Makabertanz“) und im Kaiser-Wilhelm-Museum, sein Künstlerbuch Wie eine Blume (1989) in der Deutschen Nationalbibliothek Berlin und der Sächsischen Landesbibliothek Dresden.
Ende der 1960er Jahre entdeckte K. A. Janßen für sich die Technik des Kartonschnittes als künstlerisches Ausdrucksmittel. Die Arbeiten zum Mefazera-Zyklus, feingliedrige Kartonschnitte aus schwarz eingefärbtem Material, entstanden im Jahr 2002. Die Rauminstallation „Schattenwelt“ (Wenn Raum sich öffnet) entwickelte er 2009 für die Ausstellung Quer geschnitten im Kaiser-Wilhelm-Museum Krefeld.
K. A. Janßen arbeitet in „unregelmäßig sich erweiternden Zyklen, die sein Werk gleich einem Netz von Wegen bis heute durchziehen“; er wechselt zwischen verschiedenen Techniken und Gattungen wie Zeichnung, Malerei, Kartonschnitt, Foto, Druck (Monotypie) und Performance. Seine im Jahr 2006 entstandene Serie Interludium umfasst 70 Arbeiten auf Büttenkarton; es sind Aquarelle mit rhythmischen und polyphonen Strukturen.
Janssen ist verheiratet und lebt in Kempen.

## Ausstellungen

### Einzelausstellungen
- 1974: Kaiser-Wilhelm-Museum, Krefeld
- 1975: Kultureel Centrum Thoogt, Utrecht (NL) (mit Tomas Schmit)
- 1976: Museum het Kruithuis / Moriaan, ’s-Hertogenbosch (NL)
- 1980: Kaiser-Wilhelm-Museum, Krefeld
- 1985: Museum Dorenburg, Niederrheinisches Freilichtmuseum, Grefrath
- 1989: Buchmesse Frankfurt (Edition Grahn)
- 1993: Art Gallery Luxemburg (L)
- 1994: Galerie Christian Fochem, Krefeld
- 1997: Museum Goch
- 2007: Kramer Museum, Kempen

### Gemeinschaftsausstellungen (Auswahl)
- 1973: Lehmbruck-Museum Duisburg
- 1974: Stadtmuseum Simeonstift Trier
- 1977: Museum Haus Lange, Krefeld
- 1996: Museum Goch
- 1999: Museum Kurhaus Kleve
- 1999: St. Stevenkerk, Nijmegen (NL)
- 2000: New Walk Museum, Leicester (GB)
- 2001: Villa Zanders, Bergisch Gladbach
- 2009: Lehmbruck-Museum,  Duisburg
- 2009: Kaiser-Wilhelm-Museum, Krefeld

## Ausstellungskataloge und Künstlerbücher
- K. A. Janssen. Zeichnungen. Galerie am Schönwasserpark. Krefeld 1973
- K. A. Janßen. Zeichnungen, Gouachen und Wendeschnitte. Niederrheinisches Freilichtmuseum, Grefrath, 1985
- K. A. Janßen. Menschenbilder. Kaiser-Wilhelm-Museum, Krefeld 1980
- K. A. Janßen: Wie eine Blume. Scherenschnitte, Schattenbilder, Spiegelungen. Mit einem Text von Jürgen Reiter. Edition Grahn, Krefeld 1989
- K. A. Janßen. Papierschnitte. Texte: Jörg Becker, Rolf Leibenguth. Museum Goch 1995, ISBN 3-926245-26-3
- K. A. Janßen. Leporello. Museum für Kunst und Kulturgeschichte Goch 1997, ISBN 3-926245-35-2
- K. A. Janßen. Kartonschnitte. Krefeld 2002
- Interludium. K. A. Janßen. Kunst-Spektrum Krefeld 2007

## Zitat
„K. A. Janssen ist ein einfallsreicher Experimentator in allen zeichnerischen Techniken, ein Experimentator auch mit graphischen Themen. Er macht sich alle Reize der Beiläufigkeit zunutze, rückt das Skizzenhafte in die Mitte der Blätter und macht es zum eigentlichen Inhalt seiner Bilder, So sehen seine Zeichnungen häufig wie verwischte Bauzeichnungen aus. Doch zeigen die zweckfreien Beschriftungen, die manchmal übers ganze Blatt verstreut sind, daß es Janssen nicht um das Vorgezeigte geht. Er hat ein durchaus lyrisches Verhältnis zu seinen Gegenständen; er spielt mit ihnen, deutet sie an, wischt sie aus, entkleidet sie aller Nützlichkeit durch ironische Wortformulierung.“